# The Block Brochure: Welcome to the Soil 6
The Block Brochure: Welcome to the Soil 6 — двадцятий студійний альбом американського репера E-40, що вийшов 10 грудня 2013 р. на лейблі Heavy on the Grind Entertainment водночас з релізами The Block Brochure: Welcome to the Soil 4 та The Block Brochure: Welcome to the Soil 5. Таким же чином в один день у 2012 він випустив три платівки The Block Brochure: Welcome to the Soil 1, The Block Brochure: Welcome to the Soil 2 і The Block Brochure: Welcome to the Soil 3.
7 січня 2014 відбулась прем'єра відеокліпу «Turn Up or Burn Up».

## Передісторія
1 жовтня 2012 E-40 сповістив, що на The Block Brochure: Welcome to the Soil 4, 5 і 6 варто очікувати 26 березня 2013. 12 червня 2013 оприлюднили обкладинки платівок.
У червні 2013 репер пояснив причину релізу трьох альбомів: «Ось уже 25 років справжні студійні альбоми потрапляють на прилавки. Якщо артист випускає 2-3 безкоштовних мікстейпи на рік, то я видаю 2-3 офіційних студійних альбоми на рік на продаж. Як незалежний виконавець я роблю що хочу, а не що можу. Я випускаю 3 альбоми, позаяк маю фанів з трьох десятиліть, смаки яких я повинен задовольнити. Я успішно пройшов через безліч різних епох музики й вижив! Знадобився 20-річний досвід Вільяма Шекспіра, щоб написати Гамлета! Я роблю мазки й малюю картини своїм репом і я у відмінній формі з 25-річним досвідом. Ви не повинні мене любити, але ви повинні мене поважати!»
У грудневому інтерв'ю HipHopDX заявив про бажання поєднати олдскульне й ньюскульне звучання, розповів про творчий процес, коли він думає про співпрацю з іншими артистами, спершу отримавши біт.
У грудневому інтерв'ю XXL E-40 сказав, що цього разу йому було важко в процесі запису, він зробив більше 100 пісень, з яких обрав 42. «Тепер уявіть, у березні 2010 я видав Revenue Retrievin': Day Shift і Night Shift. Зараз грудень 2013. За цей проміжок часу — аби показати вам свою працьовитість — я випустив 10 сольних і 2 спільних з Too $hort альбоми. Тобто 12 платівок з березня 2010, на момент, коли вийшли The Block Brochure 4, 5 і 6. За 3,5 роки». Він також розповів про дати релізу: «Знаєте якими були труднощі? Зрештою я намагався встигнути у крайній термін, потім я сказав, до біса все, ми видамо 10 грудня…»

## Список пісень
| #   | Назва                                                        | Продюсер(и)             | Тривалість |
| --- | ------------------------------------------------------------ | ----------------------- | ---------- |
| 1.  | «Champagne» (з участю Rick Ross та French Montana)           | Willy Will              | 4:45       |
| 2.  | «Mob Shit» (з участю B-Legit)                                | Ted DiGTL               | 3:34       |
| 3.  | «Penetrate» (з участю Iamsu!, Sage the Gemini та Eric Statz) | Eric Statz              | 3:08       |
| 4.  | «Turn Up or Burn Up» (з участю Skeme та Problem)             | Disko Boogie            | 3:40       |
| 5.  | «Pablo» (з участю Gucci Mane та Trinidad James)              | Honorable C Note        | 5:51       |
| 6.  | «Tonight» (з участю Jeezy та Cousin Fik)                     | C-Ballin                | 3:16       |
| 7.  | «Put It in the Air» (з участю Mac Mall та San Quinn)         | C-Ballin                | 4:02       |
| 8.  | «Mac Russ» (Skit)                                            |                         | 0:20       |
| 9.  | «Art of Story Tellin Pt. II»                                 | Droop-E                 | 4:13       |
| 10. | «Up All Night» (з участю Clyde Carson)                       | Ted DiGTL               | 3:20       |
| 11. | «In a Bucket»                                                | Rick Rock               | 3:33       |
| 12. | «Rep Yo District»                                            | Fre$co                  | 4:00       |
| 13. | «Throwed Like This»                                          | The Bizness Productions | 3:35       |
| 14. | «What Kind of World»                                         | Sam Bostic              | 4:22       |
| 15. | «Don't Shoot the Messenger»                                  | Benjamin Blapperson     | 4:53       |

## Чартові позиції
| Чарт (2013)               | Найвища позиція |
| ------------------------- | --------------- |
| США                       | 151             |
| US Top R&B/Hip-Hop Albums | 21              |